# ناسیونال رجیونال ترنسپورت

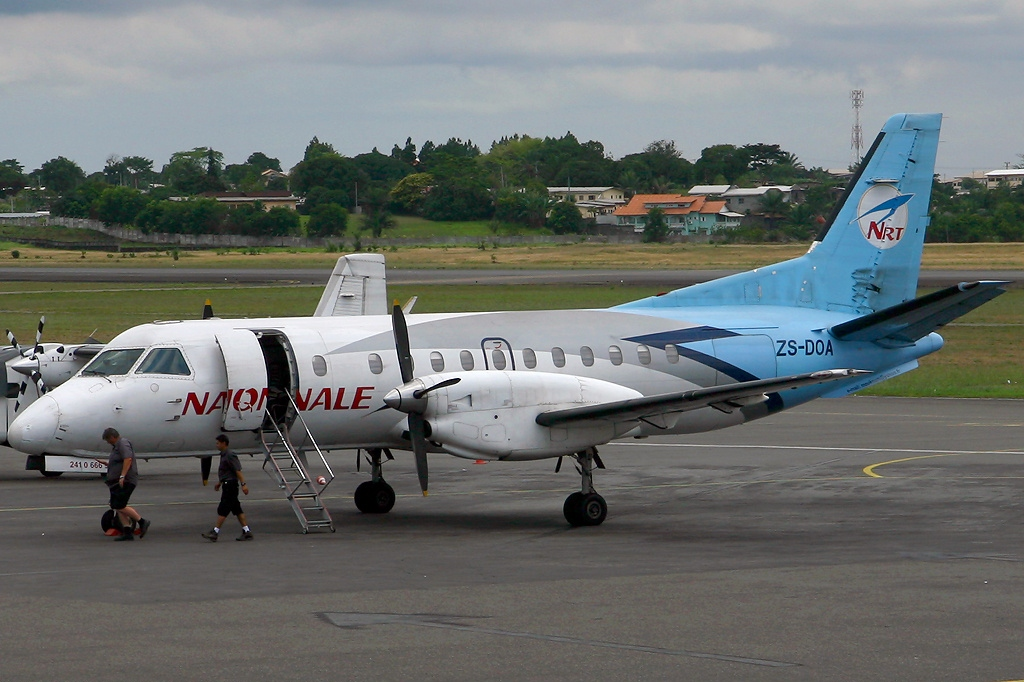
Saab 340 حمل و نقل ملی منطقه ای در لیبرویل (2008)

ناسیونال رجیونال ترنسپورت (به انگلیسی: Nationale Regionale Transport) یک شرکت هواپیمایی با کد یاتا 'NRG' است که در ۲۰۰۲ میلادی تأسیس شده‌است. دفتر مرکزی ناسیونال رجیونال ترنسپورت در لیبرویل، گابن واقع شده‌است و قطب این شرکت هواپیمایی در فرودگاه بین‌المللی لیبرویله قرار دارد و به ۹ مقصد، پرواز انجام می‌دهد.